# Rehman Dheri
Rehman Dheri lub Rahman Dheri – osada neolityczna zaliczana do cywilizacji doliny Indusu, której pozostałości zostały odkryte w północno-zachodnim Pakistanie. Odkryty tam mur z cegieł mułowych, otaczający osadę zbudowana na planie prostokąta, datowany na IV tysiąclecie p.n.e.